# Václav Klaus
Václav Klaus ([ˈvaːtslaf ˈklaus], născut la 19 iunie 1941 la Praga) este un economist și politician ceh, care a fost cel de al doilea președinte al Republicii Cehe. Klaus a deținut această funcție pentru două mandate consecutive, între 7 martie 2003 și 7 martie 2013.

## Alte funcții politice
Înainte a fost prim-ministru al Republicii Cehe (1992-1997). Este unul dintre cei mai importanți politicieni ai Cehiei din era contemporană, cunoscut pe plan mondial mai ales datorită euroscepticismului său și a poziției sale critice la adresa teoriei încălzirii globale provocate de om.

## Ordine și decorații
| Țara     | Ordin                                                           | Data                                       |
| -------- | --------------------------------------------------------------- | ------------------------------------------ |
| Slovacia | Ordinul Crucii Duble Albe                                       | martie 2013                                |
| Austria  | Mare Stea de Decorație pentru Servicii aduse Republicii Austria | mai 2009                                   |
| Lituania | Mare Cruce a Ordinului lui Vytautas cel Mare                    | aprilie 2009                               |
| Polonia  | Ordinul Vulturul Alb                                            | iulie 2007                                 |
| Rusia    | Medalia Pușkin                                                  | decembrie 2007                             |
| Saxonia  | Crucea Meritului Saxon                                          | mai 2008                                   |
| Spania   | Mare Cruce de Cavaler a Ordinului Isabella Catolica             | septembrie 2004                            |
| Cehia    | Mare Cruce de Cavaler a Ordinului Leului Alb                    | 7 martie 2003 - 7 martie 2013 (ex officio) |
| Cehia    | Mare Cruce de Cavaler a Ordinului Tomáš Garrigue Masaryk        | 7 martie 2003 - 7 martie 2013 (ex officio) |